# Memoriał o urządzeniu Rzeczypospolitej
Memoriał o urządzeniu Rzeczypospolitej (łac. Monumentum pro Reipublicae ordinatione, także: Memoriał o naprawie Rzeczypospolitej) – dzieło polityczno-społeczne Jana Ostroroga, wojewody poznańskiego, datowane na okolice roku 1477. Było najważniejszym dziełem życia Jana Ostroroga.
Memoriał jest uznawany za program reform państwa polskiego, przygotowany pod obrady sejmowe. Dzieli się na dwie części, różniące się stylistycznie:
- relacja kościół-państwo,
- sytuacja wewnętrzna kraju.

Ostroróg postulował wzmocnienie władzy królewskiej, której silnym zapleczem winna być elita szlachecka i magnacka. Wskazywał na kluczową rolę pisemnego używania języka ojczystego zamiast  łaciny, co było odblaskiem silnych w Wielkopolsce idei husyckich. Głównym postulatem dzieła była nadrzędność scentralizowanego państwa nad wszystkimi sprawami życia publicznego. Autor proponował także reformę sądownictwa. Przeciwstawiał króla i szlachtę brudnym i plugawym rzemieślnikom, przede wszystkim niemieckojęzycznym mieszczanom. 
Podkreślał podległość Kościoła władzy świeckiej, sprzeciwiał się płaceniu świętopietrza, żądał przy tym poprawy moralnej duchowieństwa. Krytykował też samo papiestwo, cyt. Rzym wybiera corocznie znaczne sumy pod pozorami wiary i pobożności, a właściwie przez utrzymanie ludu w przesądach, Papież udaje, iż obraca swe dobra na budowanie kościołów, lecz w istocie używa ich dla wzbogacenia swych krewnych, na dwór, na stajnie, że nie powiem, co gorsze....   
Postulował także ujednolicenie systemu prawnego Rzeczypospolitej, spisanie praw w języku polskim, zniesienie organizacji cechowych, uzbrojenie mieszczan i chłopów oraz piętnował żebranie i włóczęgostwo, a także lenistwo – główną przyczynę kryzysu państw.
Według obecnej wiedzy Memoriał nie wywarł większego wrażenia i nie zmienił ówczesnych poglądów na państwo. Dopiero w XVI wieku wrócono do dyskusji na temat dzieła, wraz z nasileniem się Reformacji. W 1543 przygotowano je do druku wraz ze wstępem Stanisława Orzechowskiego. Ostatecznie Memoriał wydrukowano dopiero w 1831 w Warszawie.